# Otto Muehl
Otto Muehl (Grodnau, Burgenland, Austria, 16 de junio de 1925 - Moncarapacho, Portugal, 26 de mayo de 2013) fue un artista austriaco, conocido como uno de los cofundadores y mayores exponentes del movimiento accionismo vienés. Fue el fundador de la Comuna en Friedrichshof (Austria).
En 1943, Muehl tuvo que servir en la Wehrmacht, las fuerzas armadas unificadas de la Alemania nazi. Allí se registró para la formación de oficiales. Fue ascendido a teniente y en 1944 fue enviado al frente donde participó en los combates de infantería en el curso de la ofensiva de las Ardenas.
Después de la guerra, estudió para la enseñanza del alemán e historia en la Universidad de Viena y educación artística en la Academia de Bellas Artes de Viena. En 1972 fundó la Comuna en Friedrichshof en la provincia de Burgenland, que ha sido vista por algunos como una secta autoritaria. En cuestión de pocos años, el proyecto creció de manera excepcional, convirtiéndose en una de las mayores comunas contraculturales en la Europa del siglo XX. Con más de 500 integrantes, la comunidad se expandía por Austria, Alemania, Francia, Suiza, Noruega y Holanda. Su ideario estaba basado en la sexualidad libre, la propiedad colectiva, la democracia directa o asamblearia y una modalidad de emancipación individual o de autoayuda llamada Acción Analítica. Esta última se sustentaba tanto en las ideas del teórico de la Sexpol Wilhelm Reich, como en la recuperación de los gestos artísticos procedentes del Accionismo Vienés.
A principios de los años ochenta la comuna se desvinculó, en gran medida, de su ideología social-revolucionaria para centrar desde entonces su interés en el mundo de los negocios financieros. La dedicación a un trabajo alienante y la creciente jerarquización interna puso en contradicción, para una gran mayoría de sus miembros, la vía hedonista hacia la emancipación en la que se basaba la comuna. En un intento por recuperar el espíritu inicial, decidieron comprar en 1987 un territorio del ocio, una finca abandonada de más de 300 hectáreas en el suroeste de la isla de La Gomera denominado El Cabrito. El arte jugaría un papel central en la nueva sede vacacional: se estableció un centro artístico-residencial de carácter internacional, el Atelier del Sur, en referencia al famoso proyecto que inspiró a Van Gogh en su viaje a tierras meridionales. Sin embargo, una serie de conflictos no resueltos llevaron al desmoronamiento del proyecto comunal. En 1990 la comuna utópica se transformó en una pragmática Sociedad Cooperativa compuesta por socios con derecho a voz y voto.
En 1991, Muehl fue declarado culpable de delitos sexuales con menores y de drogas, siendo condenado a 7 años de prisión. Fue puesto en libertad en 1997, tras cumplir seis años y medio, y estableció una comuna pequeña en Portugal. Después de su liberación, publicó sus memorias de la cárcel (Aus dem Gefängnis).